# Jamie Clarke
Jamie Rhys Clarke (Llanelli, 5 ottobre 1994) è un giocatore di snooker gallese.

## Carriera

### Carriera amatoriale (2010-2018)
Jamie Clarke conquista diverse finali nella sua carriera amatoriale. La prima la raggiunge nel 2010 vincendo lo Junior Pot Black, a soli 16 anni, poi diventa il campionato dei gallesi dilettanti nel 2014, battendo l'esperto Lee Walker in final per 8-6. Seguono poi tre sconfitte: European Snooker Championship nel 2015 e nel 2016 e World Under-21 Snooker Championship nel 2015. Successivamente manca l'approdo tra i professionisti, non riuscendo a vincere il play-off dei dilettanti, ma nel 2018, dopo tre sconfitte precedenti, batte, nella sua parte di tabellone, Andy Hicks e George Pragnall, assicurandosi un posto nel Main Tour per le stagioni 2018-2019 e 2019-2020.

### Carriera nel Main Tour (2014-)
Il suo debutto era già arrivato al Six-Red World Championship 2014, in cui era anche riuscito a passare il girone da 3°. Nella fase finale il gallese elimina il campione del mondo 1997 Ken Doherty sconfiggendolo 6-5, ma esce a sua volta contro Stephen Maguire, che lo batte per 6-0. Allo European Masters 2017 si qualifica dopo aver vinto contro Xiao Guodong per 4-3, ed esce al primo turno contro Graeme Dott.
Una volta arrivato nel Main Tour nel 2018, Clarke completa i primi tornei sempre al primo turno, arrivando inaspettatamente in semifinale allo Shoot-Out, in cui viene battuto dal futuro vincitore del titolo Thepchaiya Un-Nooh. Al Gibraltar Open sconfigge Luo Honghao (4-1) e il finalista del Campionato mondiale 1995 Nigel Bond (4-0), uscendo poi per mano di Oliver Brown al terzo turno (4-2).

## Ranking
| Stagione  | Ranking iniziale | Ranking finale |
| --------- | ---------------- | -------------- |
| 2018-2019 | Non classificato | 112            |
| 2019-2020 | 84               |                |